# Pálmaces de Jadraque
Pálmaces de Jadraque és un municipi de la província de Guadalajara, a la comunitat autònoma de Castella-La Manxa.

## Demografia
| 1991 | 1996 | 2001 | 2004 |
| ---- | ---- | ---- | ---- |
| 54   | 63   | 66   | 65   |